# Estació de Domanova - Rodès

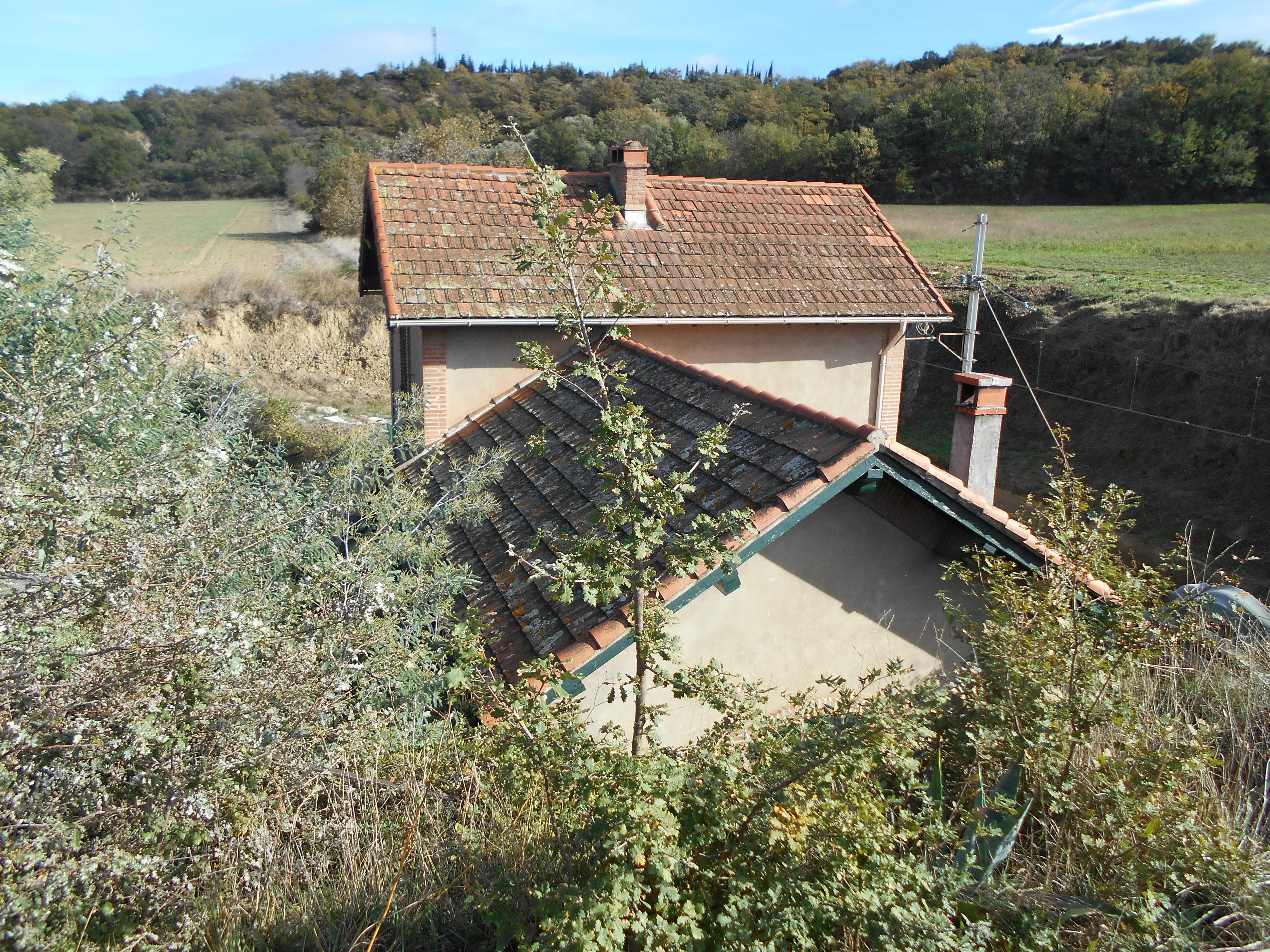
L'antiga estació

Domanova - Rodès és una antiga estació de ferrocarril en desús de la línia Perpinyà - Vilafranca de Conflent - La Tor de Querol, situada a la comuna de Rodès, a la comarca del Conflent (Catalunya del Nord).
És al nord-est del nucli urbà, a l'esquerra del Bulès i al sud-oest de la partida del Camí de l'Ermita.
Després d'entrar en desús, ha quedat del tot abandonada, i fins i tot tallat l'accés a l'andana, de manera que ni tan sols pot acollir aturades discrecionals.
| Procedència/Destinació       | <           | Línia | >     | Procedència/Destinació |
| ---------------------------- | ----------- | ----- | ----- | ---------------------- |
| : Transport express régional |             |       |       |                        |
| Perpinyà                     | Bulaternera |       | Vinçà | Vilafranca de Conflent |